# Nykterhetsvännernas studenthem

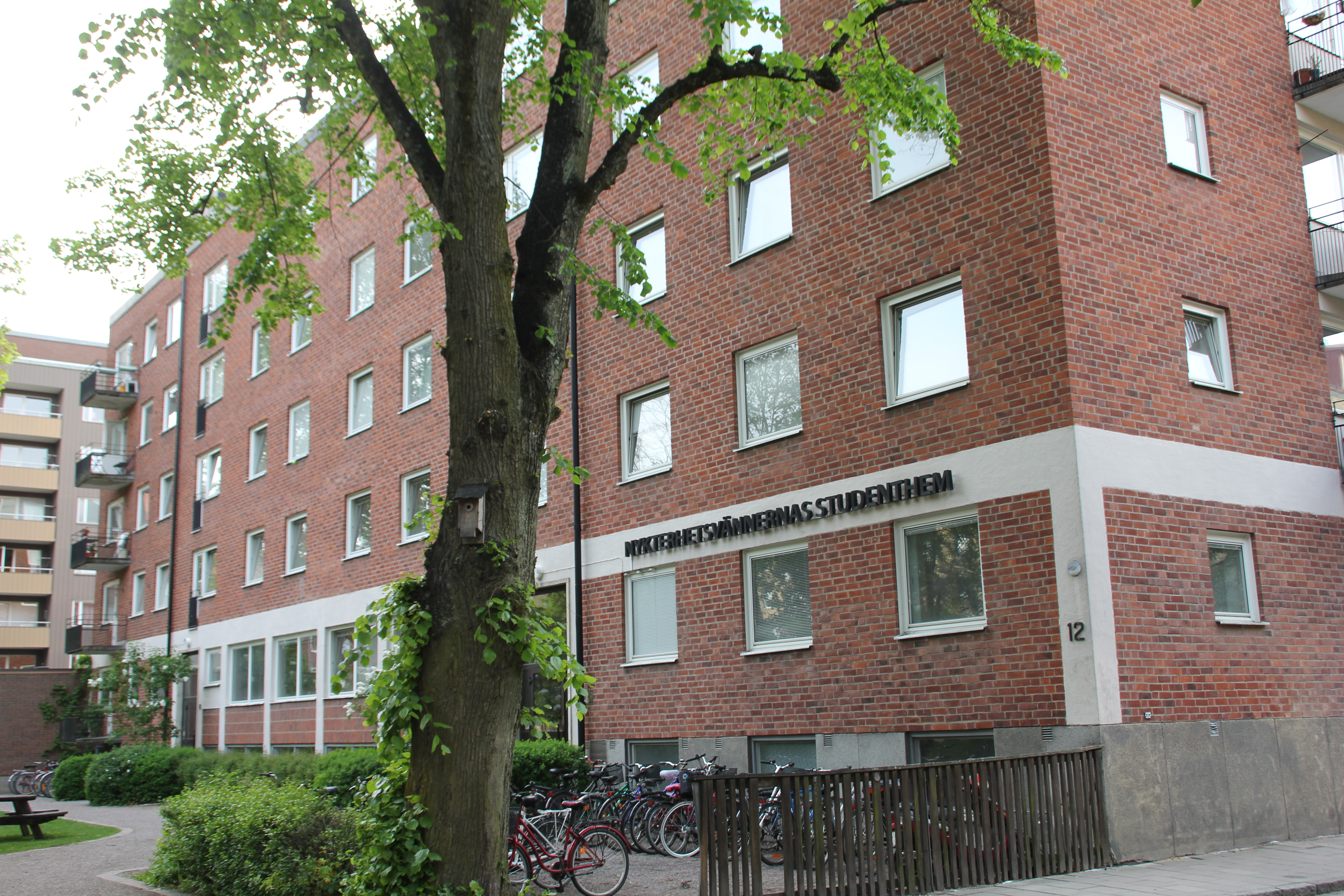
Nykterhetsvännernas studenthem, 2016

Nykterhetsvännernas studenthem i Uppsala, med smeknamnet Arken, är ett studentboende vid Arkaparken i Luthagen i centrala Uppsala. Alkohol och andra droger är helt förbjudna inom husets väggar, och helnykterhet ger förtur vid ansökan.

## Historia
Stiftelsen Nykterhetsvännernas Studenthem grundades på 1880-talet av fil.kand., sedermera professorn, Johan Bergman. Han startade en insamling för att skapa ett hem för nyktra studenter i Uppsala, och efter en donation från fabrikör Johan Reinhold Lomell från Gislaved kunde hemmet öppnas den 16 september 1889. Hemmet bestod då av två hus, som kallades "Stora Arken" och "Lilla Arken", och i dem fanns plats för 35 studenter. Efter en längre tids planering och stora lån från det helnyktra Försäkringsbolaget Ansvar (numera SalusAnsvar) kunde de gamla husen rivas 1955, till förmån för det nuvarande huset som stod färdigt 1957. En omfattande renovering och ombyggnad skedde 1992–1993.
| ”                                      | Detta är början i vår lag, att vi skola neka supa och hålla nykterheten, vi som här bo. Men om någon äter med oss, som icke haver vår sed, honom skola vi visa aktning och gästfrihet, att han icke må tänka lågt om oss och vår sed. | „ |
| – ur äldre Arkalagen av den 7 maj 1935 | |   |

## Huset idag
Huset förvaltas av stiftelsen Nykterhetsvännernas studenthem. Dess beslutande organ är en styrelse, bestående av nio ledamöter, av vilka hemiterna (hyresgästerna) väljer två. Styrelsen representeras av föreståndaren som sköter löpande administration och förvaltning. Styrelsens verksamhet övervakas dels av revisorerna, och dels av en förtroendenämnd som förnyar sig själv och dessutom utser större delen av styrelsen.
En rad föreningar huserar på Arken: Arkens Aktivitetsförening, HemIT (som administrerar och underhåller nätverket), samt Sverokföreningen Rent Spel. Utöver dessa tillkommer Hemitkåren, "det samfund som bildats för att främja hemiters och hemäters gemensamma gagn och trevnad." Medlemmar i hemitkåren är de som bor i huset (hemiter) samt de som aktivt deltar i hemitlivet utan att bo där (hemäter).

## Kända hemiter
- Finn Malmgren
- Gunnar Ljusterdal
- Folke Bohlin
- Birgitta Dahl
- Anna-Greta Leijon
- Leni Björklund
- Håkan Holmberg
- Ola Larsmo (1979-1984)
- Anna Kettner
- Niclas Malmberg
- Robert Damberg